# Białka (dopływ Dzikiej Orlicy)
Białka – potok górski w Sudetach Środkowych, w Górach Bystrzyckich, w woj. dolnośląskim, w powiecie kłodzkim, gminie Szczytna.
Górski potok o długości ok. 3,0 km, należący do zlewiska Morza Północnego, lewy dopływ Dzikiej Orlicy. Źródła potoku położone są na wysokości ok. 805 m n.p.m. w strefie źródliskowej Twarde Źródło, na północno-zachodnim zboczu góry Biesiec w północno-zachodniej części Gór Bystrzyckich na południowy wschód od Polanicy-Zdroju. Potok w górnym biegu spływa łagodnym podmokłym zboczem przez las świerkowy w kierunku rezerwatu Torfowiska pod Zieleńcem, gdzie przed granicą rezerwatu na poziomie ok. 750 m n.p.m., wpada do Dzikiej Orlicy. Zasadniczy kierunek biegu potoku jest zachodni. Jest to potok górski zbierający wody z południowo-zachodniego zbocza północno-zachodniej części Gór Bystrzyckich.